# Phoradendron lingulatum
Phoradendron lingulatum är en sandelträdsväxtart som beskrevs av Kuijt. Phoradendron lingulatum ingår i släktet Phoradendron och familjen sandelträdsväxter. Inga underarter finns listade i Catalogue of Life.